# 洪语
洪语(Nyaheun，内名：Heun/hɐɐɲ/)是一种孟高棉语族巴拿语支语言，分布在老挝南部。Chazée (1999:95)估测使用人数约有4200人，而1995年人口普查则为5152人。据《民族语》，洪语“活力十足”，即被社区内所有年龄段的人使用。同一份资料称，2015年人口普查的结果显示，使用者人数到达9千人 
洪语使用者以前分布在桑片-桑南内河谷内，但因修建水库，迁徙到Ban Tayeukseua(Houeikong西南约10km)，和一个Houeikong以北8km的新村庄(邻近Ban Thongvay)(Sidwell 2003:21)。

## 阅读更多
- Sidwell, Paul. 2019. Reconstructing language contact and social change on Boloven Plateau, Laos （页面存档备份，存于）. Presented at ALMSEA (The Anthropology of Language in Mainland Southeast Asia), University of Sydney, Aug. 19-20. (Slides （页面存档备份，存于）).